# Obyvatelstvo Jihomoravského kraje

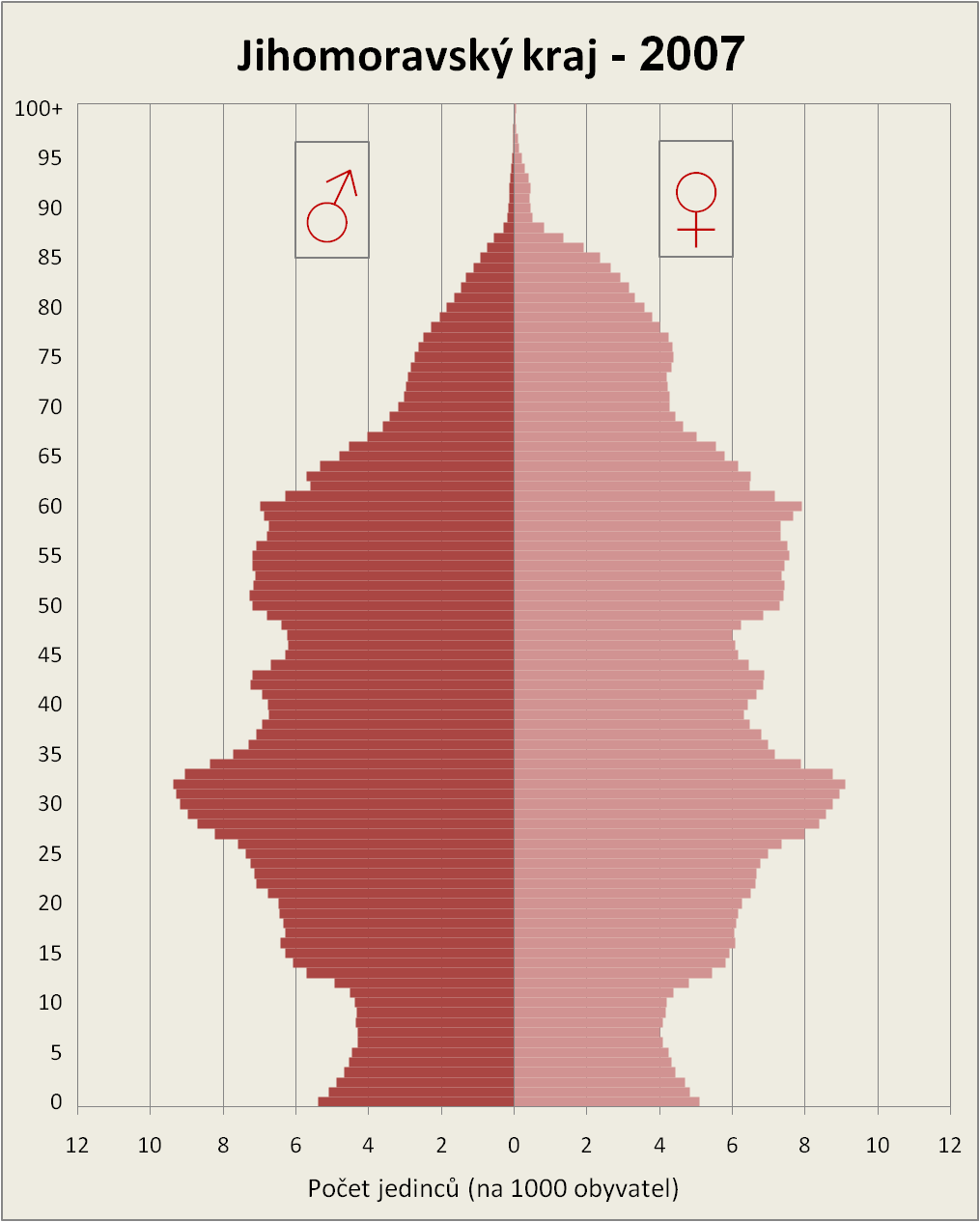
Věková pyramida obyvatelstva Jihomoravského kraje (2007)

Obyvatelstvo Jihomoravského kraje zahrnuje všechny lidi, kteří mají bydliště na území Jihomoravského kraje. Jejich počet dosahuje 1 217 200 lidí (k 31. prosinci 2022).

## Největší města

### Města nad 10 000 obyvatel
| Město              | Okres         | Počet obyvatel (2024) | Průměrný věk | Rozloha (v km²) | Hustota zalidnění (obyv./km²) |
| ------------------ | ------------- | --------------------- | ------------ | --------------- | ----------------------------- |
| Brno               | Brno-město    | 400 566               | 42,6         | 230,18          | 1 740,2                       |
| Znojmo             | Okres Znojmo  | 34 160                | 43,9         | 65,90           | 518,4                         |
| Břeclav            | Okres Břeclav | 24 863                | 44,4         | 77,19           | 322,1                         |
| Hodonín            | Okres Hodonín | 23 657                | 45,2         | 63,31           | 373,7                         |
| Vyškov             | Okres Vyškov  | 20 498                | 44,2         | 50,47           | 406,14                        |
| Blansko            | Okres Blansko | 20 185                | 44,6         | 44,97           | 448,9                         |
| Boskovice          | Okres Blansko | 12 190                | 42,9         | 27,82           | 438,2                         |
| Kuřim              | Brno-venkov   | 11 400                | 41,4         | 17,20           | 662,79                        |
| Kyjov              | Okres Hodonín | 10 799                | 46,4         | 29,88           | 361,41                        |
| Veselí nad Moravou | Okres Hodonín | 10 623                | 45,5         | 35,45           | 299,7                         |

## Populační statistiky
| Rok             | 1993 | 1994 | 1995 | 1996 | 1997 | 1998 | 1999 |
| --------------- | ---- | ---- | ---- | ---- | ---- | ---- | ---- |
| Úhrnná plodnost | 1,72 | 1,46 | 1,26 | 1,18 | 1,15 | 1,14 | 1,10 |

|                  | Populace (střední stav) | Živě narození | Zemřelí | Přirozená změna | Hrubá míra porodnosti (na 1000 obyv,) | Hrubá míra úmrtnosti (na 1000 obyv,) | Přirozený přírůstek (na 1000 obyv,) | Úhrnná plodnost | Přistěhovalí | Vystěhovalí | Přírůstek stěhováním | Umělá přerušení těhotenství |
| ---------------- | ----------------------- | ------------- | ------- | --------------- | ------------------------------------- | ------------------------------------ | ----------------------------------- | --------------- | ------------ | ----------- | -------------------- | --------------------------- |
| 2000             | 1 143 759               | 9 617         | 12 159  | -2 542          | 8,4                                   | 10,6                                 | -2,2                                | 1,09            | 4 911        | 4 136       | 775                  | 3 089                       |
| 2001             | 1 134 027               | 9 685         | 11 726  | -2 041          | 8,5                                   | 10,3                                 | -1,8                                | 1,11            | 5 513        | 6 976       | -1 463               | 3 077                       |
| 2002             | 1 129 798               | 10 131        | 12 025  | -1 894          | 9,0                                   | 10,6                                 | -1,6                                | 1,15            | 8 299        | 9 126       | -827                 | 2 876                       |
| 2003             | 1 128 697               | 10 072        | 12 171  | -2 099          | 8,9                                   | 10,8                                 | -1,9                                | 1,14            | 11 319       | 8 457       | 2 862                | 2 788                       |
| 2004             | 1 129 446               | 10 720        | 11 659  | -939            | 9,5                                   | 10,3                                 | -0,8                                | 1,21            | 10 673       | 9 077       | 1 596                | 2 591                       |
| 2005             | 1 130 282               | 11 149        | 12 059  | -910            | 9,9                                   | 10,7                                 | -0,8                                | 1,26            | 9 494        | 8 466       | 1 028                | 2 470                       |
| 2006             | 1 130 990               | 11 512        | 11 667  | -155            | 10,2                                  | 10,3                                 | -0,1                                | 1,30            | 10 217       | 7 857       | 2 360                | 2 426                       |
| 2007             | 1 135 421               | 12 371        | 11 774  | 597             | 10,9                                  | 10,4                                 | 0,5                                 | 1,40            | 16 883       | 9 509       | 7 374                | 2 569                       |
| 2008             | 1 143 615               | 13 196        | 11 262  | 1 934           | 11,5                                  | 9,8                                  | 1,7                                 | 1,49            | 12 327       | 7 649       | 4 678                | 2 348                       |
| 2009             | 1 150 009               | 13 145        | 11 581  | 1 564           | 11,4                                  | 10,1                                 | 1,3                                 | 1,49            | 10 392       | 7 394       | 2 998                | 2 225                       |
| 2010             | 1 152 765               | 13 040        | 11 566  | 1 474           | 11,3                                  | 10,0                                 | 1,3                                 | 1,49            | 9 503        | 8 031       | 1 472                | 2 311                       |
| 2011             | 1 164 633               | 12 404        | 11 466  | 938             | 10,7                                  | 9,8                                  | 0,9                                 | 1,44            | 8 660        | 6 910       | 1 750                | 2 221                       |
| 2012             | 1 167 142               | 12 339        | 11 709  | 630             | 10,6                                  | 10,0                                 | 0,6                                 | 1,45            | 9 471        | 7 765       | 1 706                | 2 328                       |
| 2013             | 1 168 575               | 12 403        | 11 629  | 774             | 10,6                                  | 10,0                                 | 0,6                                 | 1,48            | 9 308        | 8 653       | 655                  | 2 220                       |
| 2014             | 1 170 676               | 12 802        | 11 399  | 1 403           | 10,9                                  | 9,7                                  | 1,2                                 | 1,55            | 10 050       | 8 678       | 1 372                | 2 218                       |
| 2015             | 1 173 561               | 12 771        | 12 106  | 665             | 10,9                                  | 10,3                                 | 0,6                                 | 1,58            | 10 537       | 9 030       | 1 507                | 2 040                       |
| 2016             | 1 176 972               | 13 193        | 11 738  | 1 455           | 11,2                                  | 10,0                                 | 1,2                                 | 1,66            | 11 416       | 9 082       | 2 334                | 1 796                       |
| 2017             | 1 180 477               | 13 509        | 12 275  | 1 234           | 11,4                                  | 10,4                                 | 1,0                                 | 1,72            | 12 031       | 8 870       | 3 161                | 1 832                       |
| 2018             | 1 184 729               | 13 594        | 12 542  | 1 052           | 11,5                                  | 10,6                                 | 0,9                                 | 1,76            | 12 649       | 9 241       | 3 408                | 1 822                       |
| 2019             | 1 189 530               | 13 328        | 12 190  | 1 138           | 11,2                                  | 10,2                                 | 1,0                                 | 1,75            | 12 995       | 9 811       | 3 184                | 1 828                       |
| 2020             | 1 193 984               | 12 859        | 14 015  | -1 156          | 10,9                                  | 11,7                                 | -0,8                                | 1,73            | 13 232       | 8 738       | 4 494                | 1 677                       |
| 2021             | 1 182 488               | 13 085        | 15 246  | -2 161          | 11,1                                  | 12,9                                 | -1,8                                | 1,83            | 14 559       | 9 046       | 5 513                | 1 510                       |
| 2022             | 1 209 381               | 12 078        | 13 344  | -1 266          | 10,0                                  | 11,1                                 | -1,1                                | 1,68            | 43 204       | 9 306       | 33 898               | 1 615                       |
| 2023             | 1 223 124               | 10 669        | 12 326  | -1 657          | 8,7                                   | 10,1                                 | -1,4                                | 1,48            | 26 030       | 14 824      | 11 206               | 1 481                       |
| 2024             | 1 225 888               | 9 868         | 12 239  | -2 371          | 8,0                                   | 10,0                                 | -2,0                                | 1,40            | 25 138       | 20 173      | 4 965                |                             |
| Rok              | Populace (střední stav) | Živě narození | Zemřelí | Přirozená změna | Hrubá míra porodnosti (na 1000 obyv,) | Hrubá míra úmrtnosti (na 1000 obyv,) | Přirozený přírůstek (na 1000 obyv,) | Úhrnná plodnost | Přistěhovalí | Vystěhovalí | Přírůstek stěhováním | Umělá přerušení těhotenství |
| Celkem 2000–2024 | —                       | 299 540       | 303 873 | -4 333          | 257,2                                 | 260,7                                | -3,5                                | —               | 328 811      | 226 805     | 102 006              | —                           |
| Průměr 2000–2024 | 1 164 799               | 11 982        | 12 155  | -173            | 10,3                                  | 10,4                                 | -0,1                                | 1,47            | 13 152       | 9 072       | 4 080                | —                           |

### Aktuální populační statistiky
| Období             | Živě narození | Úmrtí            | Přirozená změna |
| ------------------ | ------------- | ---------------- | --------------- |
| leden – duben 2024 |               | 4 184            |                 |
| leden – duben 2025 |               | 4 357            |                 |
| Změna              |               | ▲ +173 (+4,14 %) |                 |

## Náboženství
| Náboženství v Jihomoravském kraji, 2021 | Náboženství v Jihomoravském kraji, 2021 | Náboženství v Jihomoravském kraji, 2021 | Náboženství v Jihomoravském kraji, 2021 | Náboženství v Jihomoravském kraji, 2021 |
| --------------------------------------- | --------------------------------------- | --------------------------------------- | --------------------------------------- | --------------------------------------- |
| Víra                                    |                                         |                                         | Procent                                 |                                         |
| Bez náboženské víry                     | Bez náboženské víry                     |                                         | 41,4 %                                  | 41,4 %                                  |
| Neuvedeno                               | Neuvedeno                               |                                         | 28,1%                                   | 28,1%                                   |
| Katolicismus                            | Katolicismus                            |                                         | 12,4 %                                  | 12,4 %                                  |
| Českobratrská církev evangelická        | Českobratrská církev evangelická        |                                         | 0,4 %                                   | 0,4 %                                   |
| Církev československá husitská          | Církev československá husitská          |                                         | 0,3 %                                   | 0,3 %                                   |
| Pravoslavná církev                      | Pravoslavná církev                      |                                         | 0,3 %                                   | 0,3 %                                   |
| Náboženská společnost Svědkové Jehovovi | Náboženská společnost Svědkové Jehovovi |                                         | 0,1 %                                   | 0,1 %                                   |

Podle sčítání lidu z roku 2021 se k náboženské víře přihlásilo 31 % respondentů, což Jihomoravský kraj řadí mezi regiony s nejvyšší mírou religiozity (viz náboženství v Česku). Zatímco 41 % respondentů (více než 2 pětiny) uvedlo absenci náboženské víry, 28 % respondentů se k otázce náboženské víry nevyjádřilo (uvedení odpovědi v dotazníku nebylo povinné).
| Obec               | Věřící, hlásící se k církvi, náboženské společnosti nebo směru (v %) | Věřící, nehlásící se k církvi, náboženské společnosti (v %) | Bez náboženské víry (v %) | Neuvedeno (v %) |
| ------------------ | -------------------------------------------------------------------- | ----------------------------------------------------------- | ------------------------- | --------------- |
| Blansko            | 18,5                                                                 | 11,5                                                        | 41,9                      | 28,2            |
| Boskovice          | 26,3                                                                 | 10,9                                                        | 32,1                      | 30,7            |
| Brno               | 16,3                                                                 | 12,0                                                        | 44,8                      | 26,9            |
| Břeclav            | 18,7                                                                 | 11,2                                                        | 42,1                      | 28,1            |
| Bučovice           | 17,1                                                                 | 9,9                                                         | 42,6                      | 30,4            |
| Hodonín            | 24,4                                                                 | 11,4                                                        | 36,0                      | 28,2            |
| Hustopeče          | 26,6                                                                 | 11,2                                                        | 34,8                      | 27,4            |
| Ivančice           | 11,3                                                                 | 9,1                                                         | 48,7                      | 30,9            |
| Kuřim              | 16,1                                                                 | 11,1                                                        | 45,6                      | 27,2            |
| Kyjov              | 29,5                                                                 | 11,9                                                        | 31,0                      | 27,6            |
| Mikulov            | 11,7                                                                 | 9,7                                                         | 49,1                      | 29,5            |
| Moravský Krumlov   | 19,8                                                                 | 9,7                                                         | 40,5                      | 30,1            |
| Pohořelice         | 15,2                                                                 | 10,6                                                        | 43,5                      | 30,7            |
| Rosice             | 13,7                                                                 | 10,0                                                        | 48,0                      | 28,3            |
| Slavkov u Brna     | 20,1                                                                 | 10,0                                                        | 41,9                      | 27,9            |
| Šlapanice          | 20,9                                                                 | 11,1                                                        | 41,7                      | 26,3            |
| Tišnov             | 24,3                                                                 | 11,8                                                        | 35,2                      | 28,7            |
| Veselí nad Moravou | 38,5                                                                 | 11,3                                                        | 23,4                      | 26,8            |
| Vyškov             | 15,6                                                                 | 9,8                                                         | 44,7                      | 29,9            |
| Znojmo             | 14,9                                                                 | 10,3                                                        | 43,6                      | 31,1            |
| Židlochovice       | 20,5                                                                 | 11,3                                                        | 39,8                      | 28,4            |